# Gesù delle Monache
Koordinaten: 40° 51′ 16,8″ N, 14° 15′ 23,3″ O
Gesù delle Monache (= „Jesus der Nonnen“) ist der Name einer Kirche in Neapel, in der Nähe der Porta San Gennaro und der Piazza Cavour. Wie der Name sagt, gehörte sie einst zu einem Nonnenkloster und wurde später auch als Gemeindekirche von San Giovanni Evangelista a Porta San Gennaro bekannt. Wie die gesamte historische Altstadt gehört Gesù delle Monache zum Weltkulturerbe der UNESCO.
Die Kirche sollte nicht verwechselt werden mit den beiden Jesuitenkirchen von Neapel: Gesù Vecchio und Gesù Nuovo.

## Geschichte

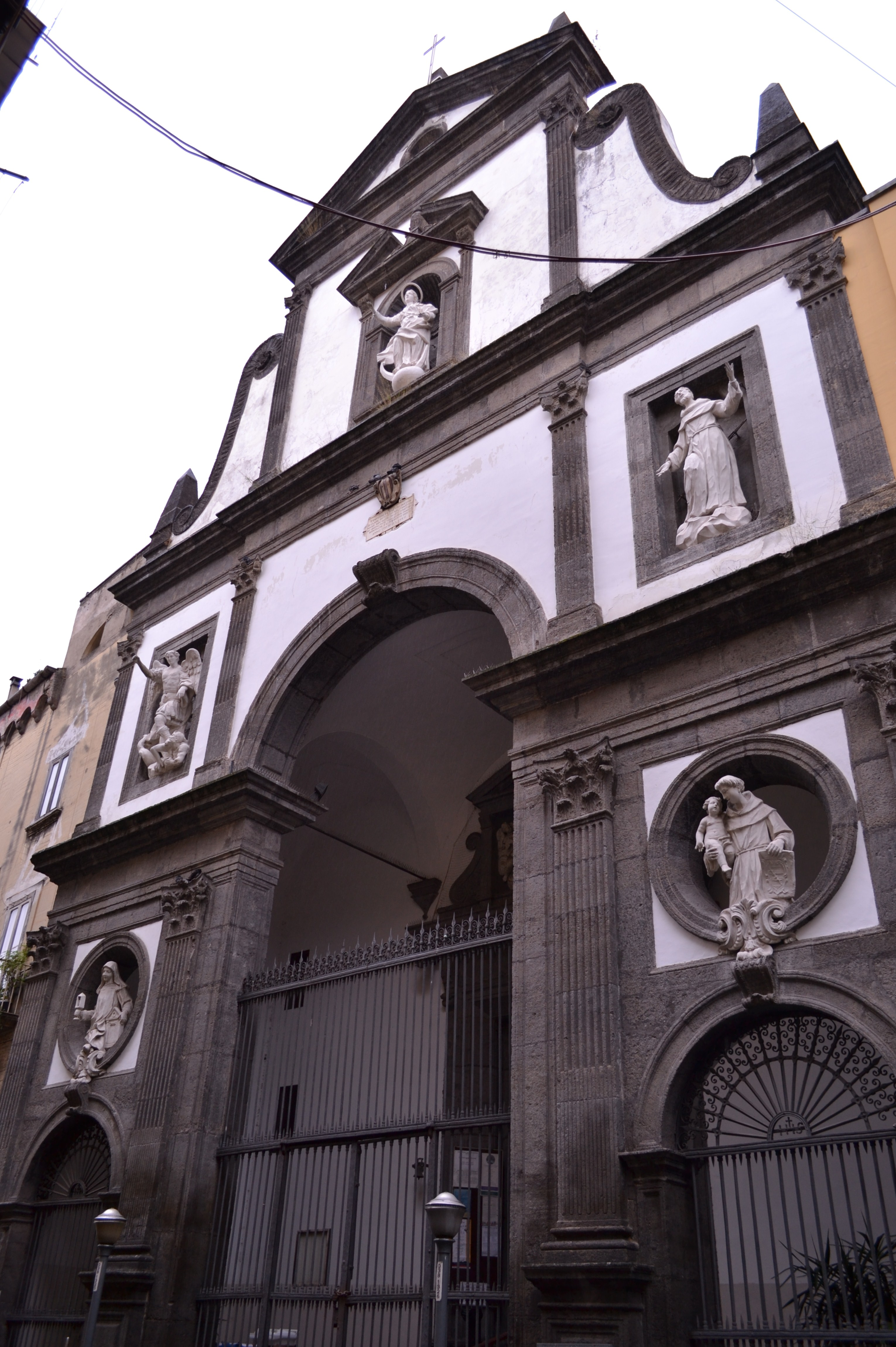
Die Fassade

Im 15. Jahrhundert existierte an der Stelle bereits ein Kloster, das von Königin Johanna II. durch Schenkungen unterstützt wurde. Laut d’Afflitto handelte sich um Schwestern des Terzianerordens des Hl. Franziskus.
Später beabsichtigten Johanna III., die Frau von Ferrante I. von Aragon, und ihre Tochter Johanna IV. den Bau einer Kirche, die zum Mausoleum der Dynastie werden sollte – diese Pläne ließen sich jedoch nicht verwirklichen, zum einen weil die aragonesische Herrschaft über Neapel zu Ende ging, zum anderen fehlten auch die Mittel.
Die eigentliche Gründung der Kirche unter dem Namen Santa Maria del Gesù fand 1525 oder kurz nach der Pest von 1527 statt.
Erst Jahrzehnte später fanden sich mit Lucrezia Dentice und der Familie Montalto neue Unterstützer, und ab 1582 konnte die Kirche weiter ausgebaut werden.
Ende des 17. Jahrhunderts wurde das Gebäude durch Arcangelo Guglielmelli und verschiedene andere Künstler restauriert und barockisiert.
Als 1862 die benachbarte Kirche San Giovanni in Porta abgerissen wurde, übernahm die Kirche Gesù delle Monache deren Gemeinde und auch den Namen: San Giovanni Evangelista a Porta San Gennaro.

## Beschreibung
Die Fassade ist ein sehr schönes und typisches Beispiel für eine neapolitanische Barockkirche. Die drei Etagen werden durch kannelierte Pilaster der korinthischen Ordnung aus Piperno gegliedert, die nach oben hin immer schmaler und zierlicher werden. Die dazwischenliegenden Nischen um den hohen Rundbogen des Portals haben in jeder Etage eine andere Form, unten sind sie rund und in der mittleren Etage rechteckig. Darin stehen barocke Heiligenfiguren aus weißem Marmor: die Heilige Clara und der Hl. Antonius von Padua mit dem Jesuskind (unten), der Erzengel Michael und der Heilige Franziskus von Assisi (Mitte) und in der bekrönenden Aedicula eine Maria Immaculata. Die geschnitzten Türen des Haupteingangs stammen aus dem 16. Jahrhundert.

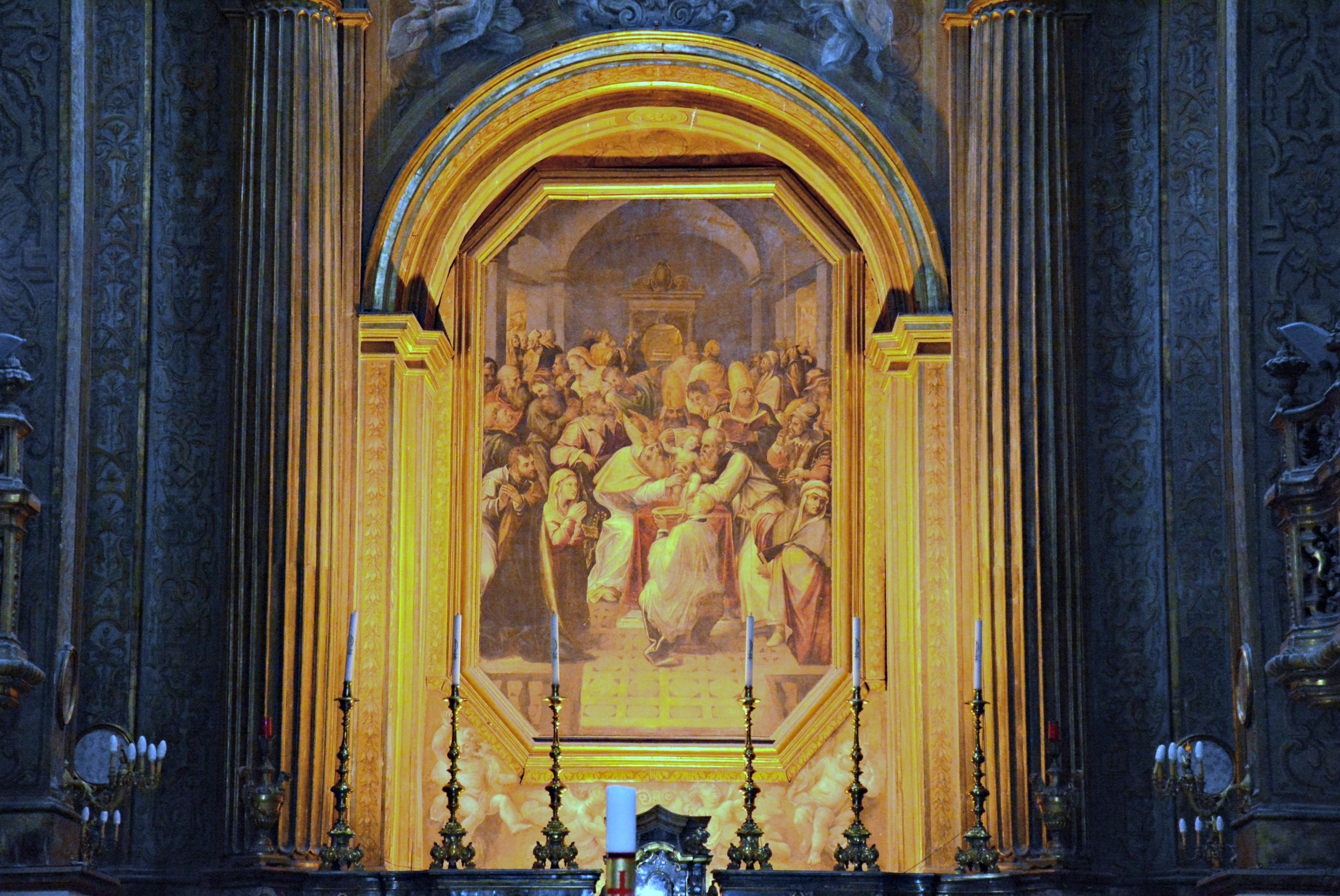
Hochaltar mit der Circumcision Jesu (16. Jhdt.)

Das Innere besteht aus einem Kirchenschiff mit je vier Kapellen an beiden Seiten. Die architektonischen Formen des Hauptraumes entsprechen im Großen und Ganzen noch der ursprünglichen Gestaltung aus dem späten 16. Jahrhundert. Die kannelierten Pilaster an den Wänden und die Säulen des Hochaltars sind von kompositer Ordnung. Die glatten Wände des gesamten Kirchenschiffs wurden im Barock mit einem ungewöhnlichen illusionistischen Dekor aus (scheinbar) goldenen Arabesken bemalt. Einen ganz ähnlichen, aber realen Arabeskenschmuck haben auch die beiden reichgeschnitzten vergoldeten Emporen über der jeweils letzten Arkade vor dem Chorraum; auf der rechten Empore steht die prächtige Barockorgel aus dem 17. Jahrhundert. Die geschnitzte und vergoldete Kassettendecke wurde um 1680 erneuert, den Majolika-Fußboden schuf Nicola Giustiniani um 1670.
Mehrere Seitenkapellen wurden zwischen 1680 und 1683 von Lorenzo Vaccaro und Giuseppe Troise mit einem typisch hochbarocken, üppigen und plastischen Stuckdekor versehen.

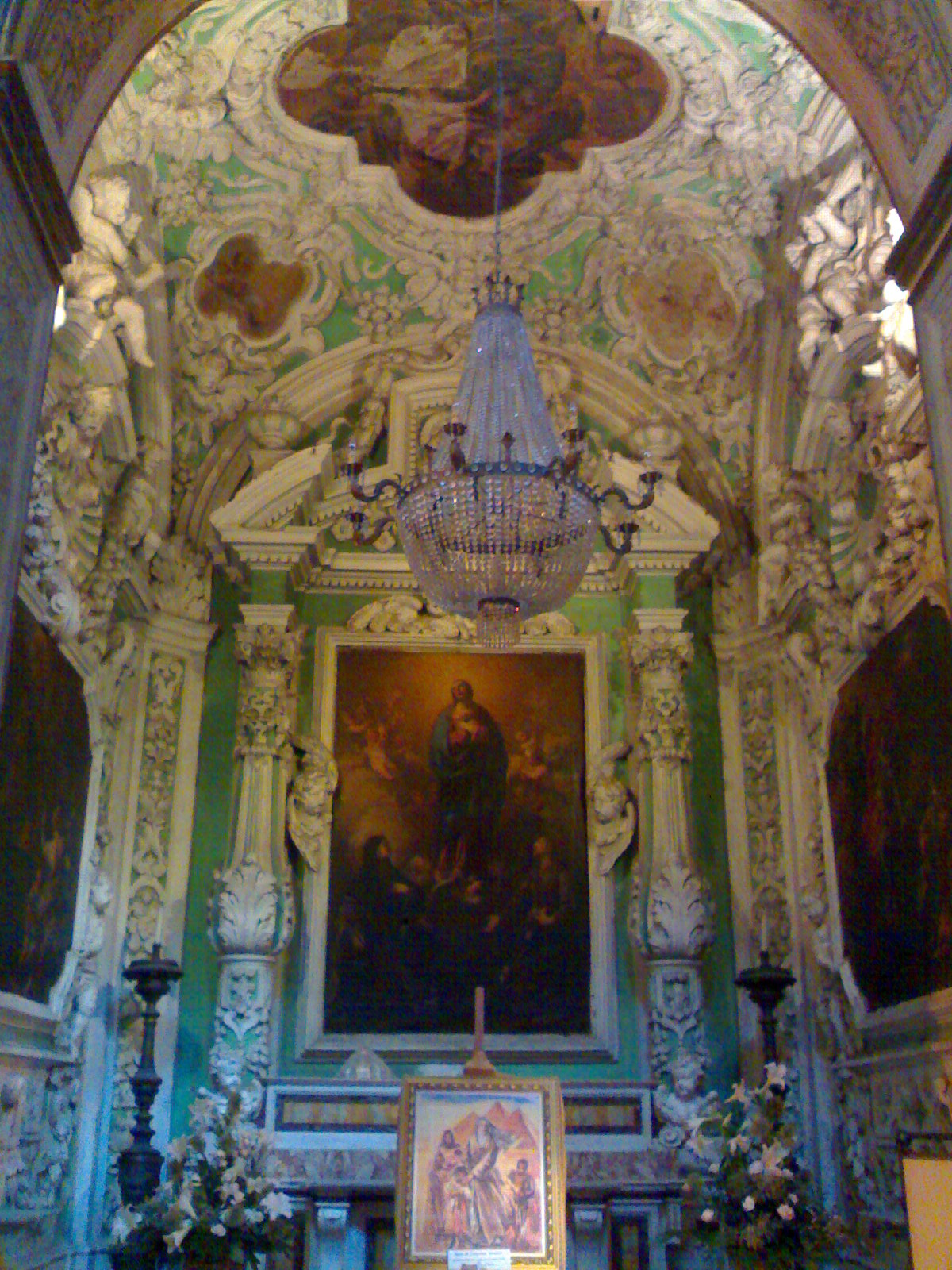
Seitenkapelle mit Maria Immaculata

Die Kirche beherbergt eine ganze Reihe von Gemälden bedeutender neapolitanischer Maler, die meisten von Francesco Solimena: an der Eingangsfassade eine Darstellung des Hl. Johannes Evangelist und des Kardinals Innico Caracciolo (1685, aus der zerstörten Nachbarkirche San Giovanni in Porta San Gennaro). In der Kapelle der Heiligen Clara (zweite Kapelle rechts) malte er 1681 bis 1684 einen Zyklus über die Hl. Clara, von dem jedoch nur die zwei Bilder auf dem Altar erhalten sind; zwei weitere Bilder gingen verloren. Auch die Gemälde der Verkündigung und die Hochzeit der Jungfrau Maria (1685) in der links danebenliegenden Kapelle sind von Solimena.
Die erste Kapelle links wurde von Luca Giordano 1683 ausgemalt, es handelt sich um eine Immaculata mit den Heiligen Teresa und Clara, und an den Seitenwänden: der Hl. Antonius predigt den Fischen und der Hl. Antonius heilt einen Verwundeten.
Zu den bedeutenden Kunstwerken der Kirche gehört außerdem eine Madonna mit Kind und den Hl. Franziskus, Clara, Petrus und Paulus von Fabrizio Santafede (1606?), und in der dritten Kapelle rechts einige Werke von Giovan Vincenzo di Forlì: der Hl. Franziskus empfängt die Stigmata und die Heiligen Franziskus und Clara. In der vierten Kapelle rechts ist ein Polyptichon aus dem 16. Jahrhundert zu sehen.
Die Apsis wurde von Arcangelo Guglielmelli um 1680 im hochbarocken Sinne umgestaltet unter Verwendung von geschnitztem, bemaltem und vergoldetem Holz und Pappmaché. Das Altargemälde der Beschneidung Jesu (oder Circumcision) von Cesare Turco auf dem Hochaltar und die beiden seitlichen Bilder von Giovanni Bernardo Lama stammen noch aus der Renaissance-Ausstattung im 16. Jahrhundert. Über dem Hochaltar schuf Guglielmelli eine Aureole aus Wolken, Engelchen und Lichtstrahlen, in deren Mitte ein Oval mit dem Jesuskind von Luca Giordano schwebt.

Bildergalerie
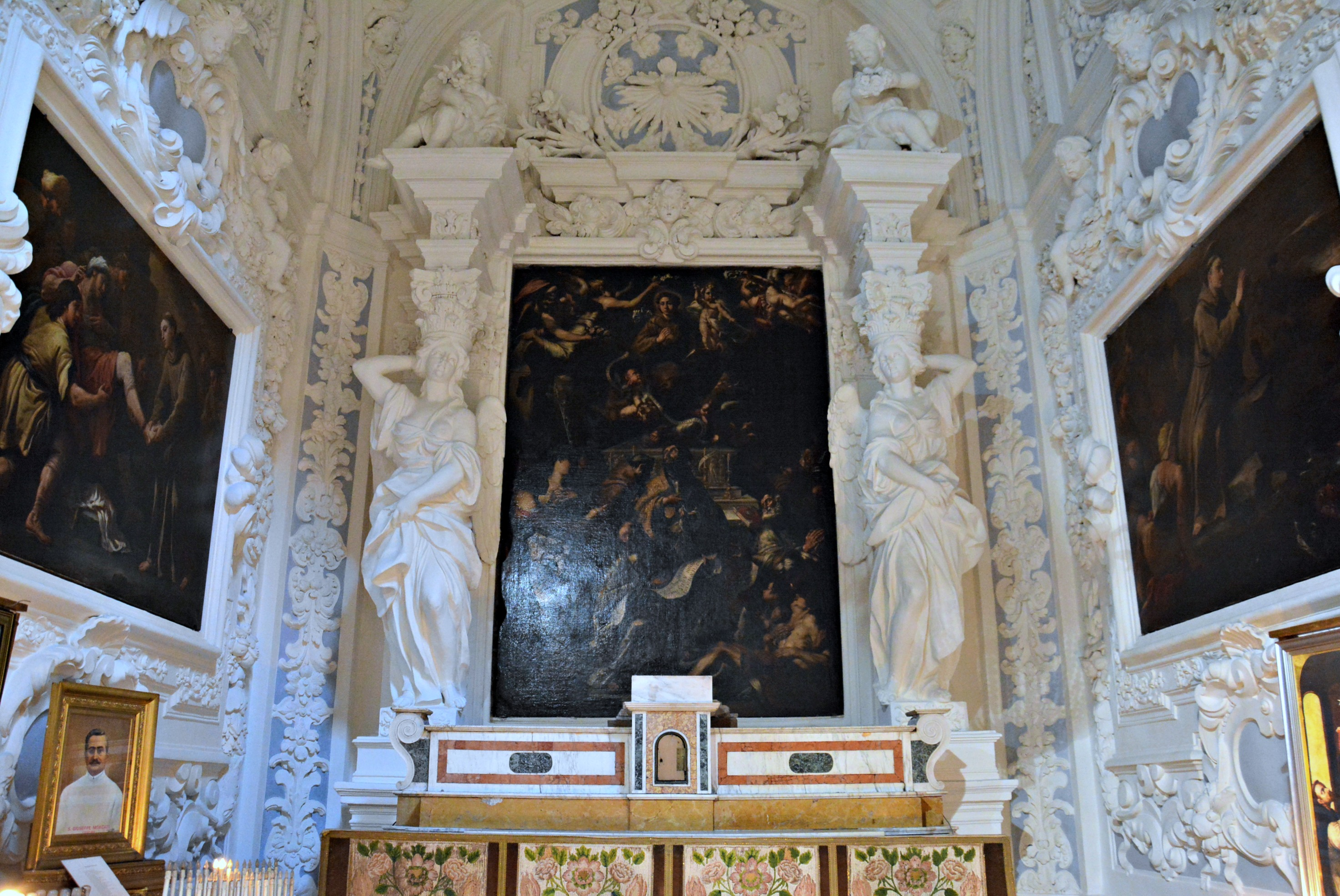
Eine der Seitenkapellen
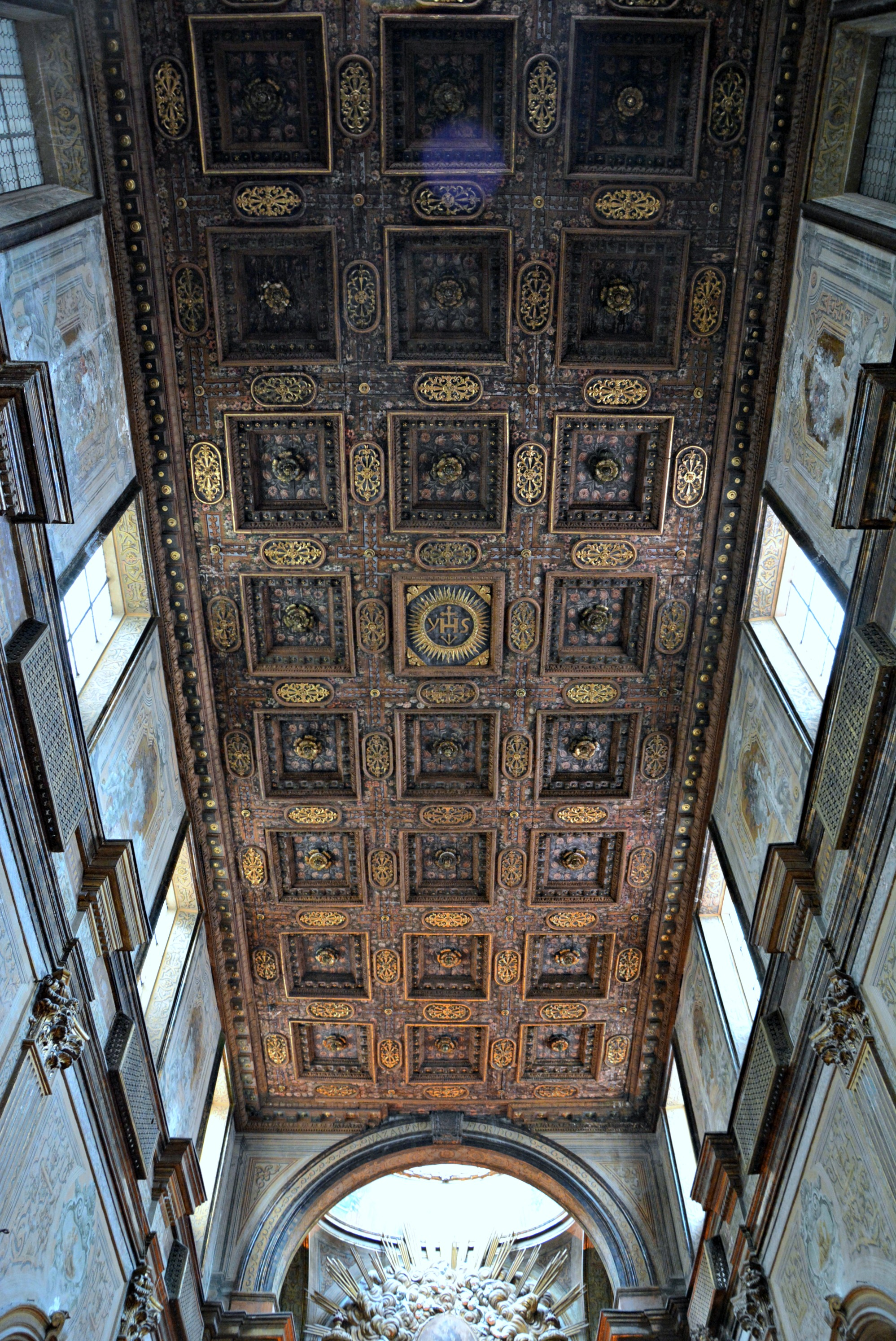
Die geschnitzte Kassettendecke
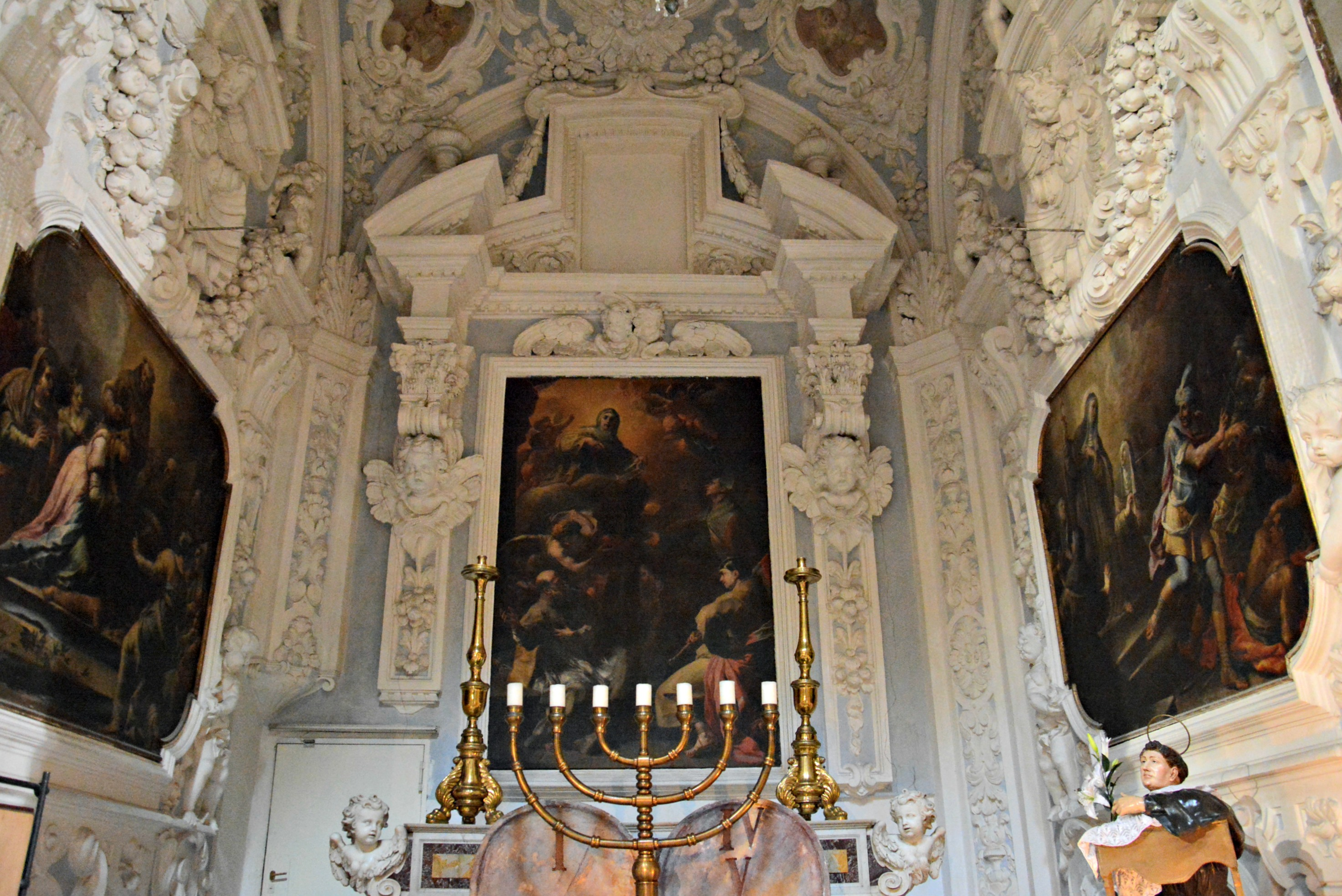
Eine andere Kapelle
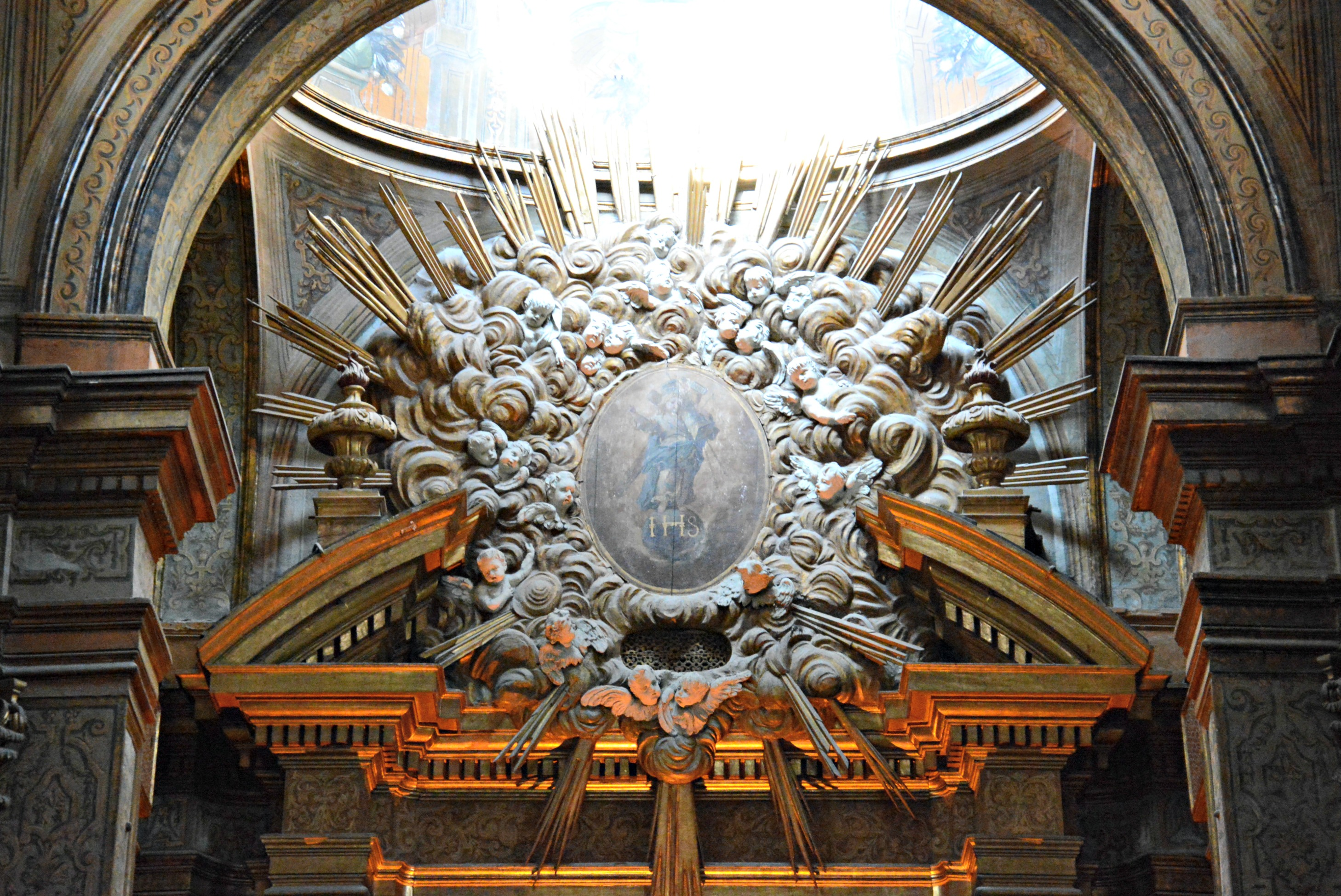
Detail des Hochaltars mit dem Jesuskind von Giordano
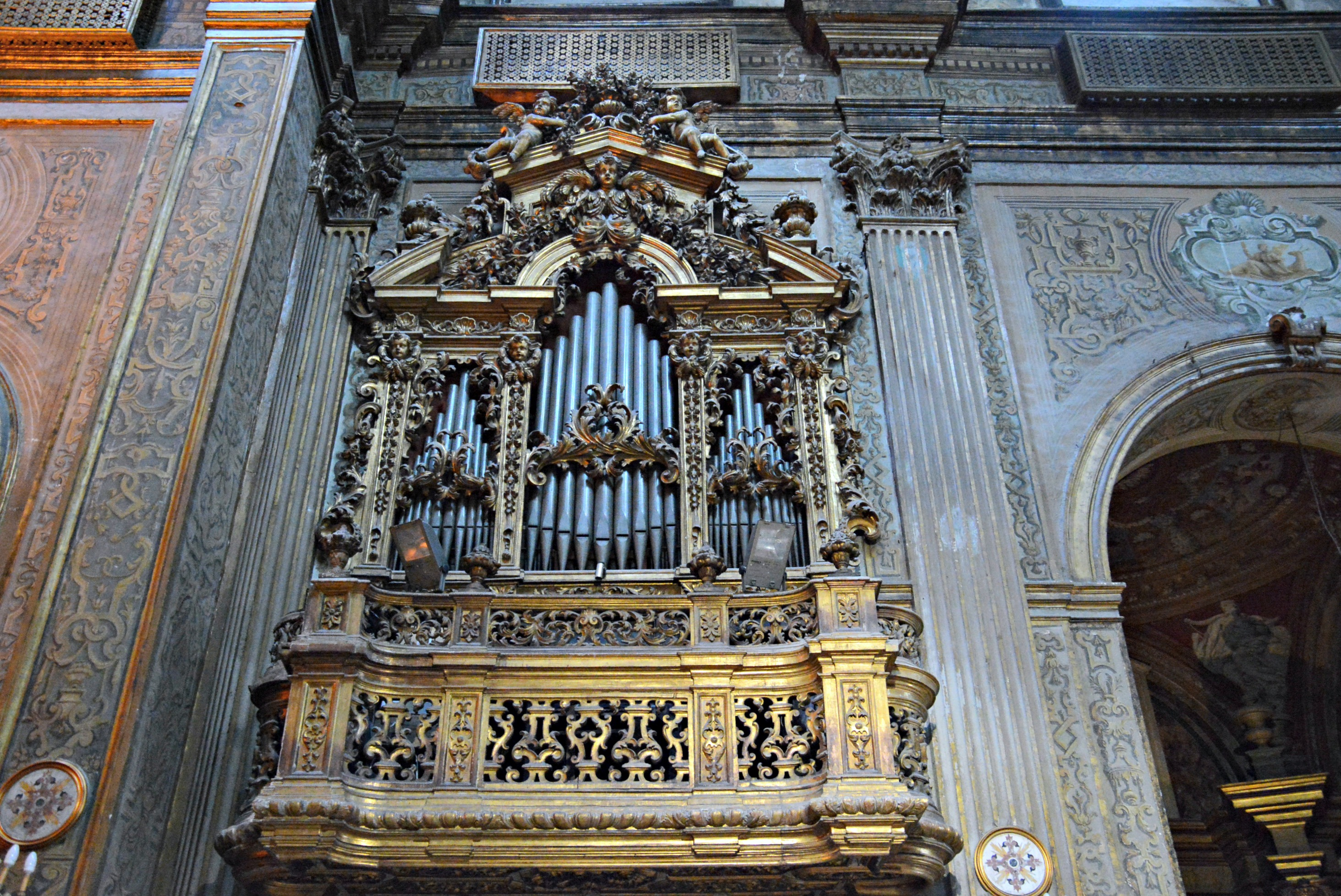
Die Barockorgel